# Liste des mammifères en Géorgie du Sud-et-les Îles Sandwich du Sud
Cette liste commentée recense la mammalofaune dans la Géorgie du Sud-et-les Îles Sandwich du Sud. Elle répertorie les espèces de mammifères actuels dans ce territoire britannique d'outre-mer situé dans le sud de l'océan Atlantique composé de l'île de Géorgie du Sud et des îlots proches ainsi que de l'archipel des îles Sandwich du Sud.

## Ordre:Cétacés

### Famille:Balénidés
| Nom vulgaire, nom binominal et citation d'auteurs               | Origine et statut | Aire de répartition                                | Statut UICN mondial | Image |
| --------------------------------------------------------------- | ----------------- | -------------------------------------------------- | ------------------- | ----- |
| Baleine franche australe Eubalaena australis A.Desmoulins, 1822 | autochtone        | Aire de répartition de la Baleine franche australe | (LC)                |       |

### Famille:Balænoptéridés
| Nom vulgaire, nom binominal et citation d'auteurs                        | Origine et statut | Aire de répartition                                   | Statut UICN mondial | Image           |
| ------------------------------------------------------------------------ | ----------------- | ----------------------------------------------------- | ------------------- | --------------- |
| Petit rorqual de l'Antarctique Balaenoptera bonaerensis Burmeister, 1867 | autochtone        | Aire de répartition du petit rorqual de l'Antarctique | (NT)                |                 |
| Rorqual boréal Balaenoptera borealis Lesson, 1828                        | autochtone        | Aire de répartition du Rorqual boréal                 | (EN)                | Rorqual boréal  |
| Baleine bleue Balaenoptera musculus (Linnaeus, 1758)                     | Autochtone        | Aire de répartition de la Baleine bleue               | (EN)                | Baleine bleue   |
| Rorqual commun Balaenoptera physalus (Linnaeus, 1758)                    | Autochtone        | Aire de répartition du Rorqual commun                 | (VU)                | Rorqual commun  |
| Baleine à bosse Megaptera novaeangliae (Borowski, 1781)                  | Autochtone        | Aire de répartition de la Baleine à bosse             | (LC)                | Baleine à bosse |

### Famille:Phocœnidés
| Nom vulgaire, nom binominal et citation d'auteurs    | Origine et statut | Aire de répartition                        | Statut UICN mondial | Image |
| ---------------------------------------------------- | ----------------- | ------------------------------------------ | ------------------- | ----- |
| Marsouin de Lahille Phocoena dioptrica Lahille, 1912 | autochtone        | Aire de répartition du Marsouin de Lahille | (LC)                |       |

### Famille:Ziphiidés
| Nom vulgaire, nom binominal et citation d'auteurs      | Origine et statut | Aire de répartition                             | Statut UICN mondial | Image |
| ------------------------------------------------------ | ----------------- | ----------------------------------------------- | ------------------- | ----- |
| Bérardie d'Arnoux Berardius arnuxii Duvernoy, 1851     | autochtone        | Aire de répartition de la Bérardie d'Arnoux     | (LC)                |       |
| Baleine à bec de Gray Mesoplodon grayi von Haast, 1876 | autochtone        | Aire de répartition de la Baleine à bec de Gray | (LC)                |       |

### Famille:Delphinidés
| Nom vulgaire, nom binominal et citation d'auteurs                 | Origine et statut | Aire de répartition                         | Statut UICN mondial | Image |
| ----------------------------------------------------------------- | ----------------- | ------------------------------------------- | ------------------- | ----- |
| Dauphin de Commerson Cephalorhynchus commersonii (Lacépède, 1804) | autochtone        | Aire de répartition du Dauphin de Commerson | (LC)                |       |
| Dauphin de Peale Lagenorhynchus australis (Peale, 1848)           | autochtone        | Aire de répartition du Dauphin de Peale     | (LC)                |       |
| Dauphin sablier Lagenorhynchus cruciger (Quoy et Gaimard, 1824)   | autochtone        | Aire de répartition du Dauphin sablier      | (LC)                |       |
| Globicéphale commun Globicephala melas (Traill, 1809)             | autochtone        | Aire de répartition du globicéphale commun  | (LC)                |       |
| Orque Orcinus orca (Linnaeus, 1758)                               | Autochtone        | Aire de répartition de l'Orque              | (DD)                | Orque |

## Ordre:Carnivores

### Famille:Otariidés
| Nom vulgaire, nom binominal et citation d'auteurs                      | Origine et statut | Aire de répartition                                       | Statut UICN mondial | Image                      |
| ---------------------------------------------------------------------- | ----------------- | --------------------------------------------------------- | ------------------- | -------------------------- |
| Otarie à fourrure australe Arctocephalus australis Zimmermann, 1783    | Autochtone        | Aire de répartition de l'Otarie à fourrure australe       | (LC)                | Otarie à fourrure australe |
| Otarie de Kerguelen Arctocephalus gazella (Peters, 1875)               | Autochtone        |                                                           | (LC)                |                            |
| Otarie à fourrure subantarctique Arctocephalus tropicalis (Gray, 1872) | Autochtone        | Aire de répartition de l'Otarie à fourrure subantarctique | (LC)                |                            |

### Famille:Phocidés
| Nom vulgaire, nom binominal et citation d'auteurs                | Origine et statut | Aire de répartition                             | Statut UICN mondial | Image |
| ---------------------------------------------------------------- | ----------------- | ----------------------------------------------- | ------------------- | ----- |
| Léopard de mer Hydrurga leptonyx (Blainville, 1820)              | Autochtone        | Aire de répartition du Léopard de mer           | (LC)                |       |
| Phoque de Weddell Leptonychotes weddellii (Lesson, 1826)         | Autochtone        | Aire de répartition du Phoque de Weddell        | (LC)                |       |
| Phoque crabier Lobodon carcinophaga (Hombron et Jacquinot, 1842) | Autochtone        | Aire de répartition du Phoque crabier           | (LC)                |       |
| Éléphant de mer du sud Mirounga leonina (Linnaeus, 1758)         | Autochtone        | Aire de répartition de l'Éléphant de mer du sud | (LC)                |       |

## Ordre:Artiodactyles

### Famille:Cervidés
| Nom vulgaire, nom binominal et citation d'auteurs | Origine et statut      | Aire de répartition | Statut UICN mondial | Image |
| ------------------------------------------------- | ---------------------- | ------------------- | ------------------- | ----- |
| Caribou, Renne Rangifer tarandus (Linnaeus, 1758) | Allochtone (Introduit) |                     | (LC)                |       |